# Cuclèr da Jon dad Onsch
Cuclèr da Jon dad Onsch är en bergstopp i Schweiz.   Den ligger i regionen Engiadina Bassa/Val Müstair och kantonen Graubünden, i den östra delen av landet, 220 km öster om huvudstaden Bern. Toppen på Cuclèr da Jon dad Onsch är 2 775 meter över havet, eller 74 meter över den omgivande terrängen. Bredden vid basen är 0,50 km.
Terrängen runt Cuclèr da Jon dad Onsch är bergig åt sydost, men åt nordväst är den kuperad. Runt Cuclèr da Jon dad Onsch är det glesbefolkat, med 11 invånare per kvadratkilometer.. Närmaste större samhälle är Müstair, 11,4 km nordost om Cuclèr da Jon dad Onsch. 
Trakten runt Cuclèr da Jon dad Onsch består i huvudsak av gräsmarker.